# Mertensophryne
Mertensophryne là một chi động vật lưỡng cư trong họ Bufonidae, thuộc bộ Anura. Chi này có 14 loài và 36% bị đe dọa hoặc tuyệt chủng.